# 내음 갈문왕
내음 갈문왕(奈音葛文王, ? ~ 220년) 또는 나리음(奈利音) 또는 날음(捺音)은 신라의 왕족이다. 아버지는 내해 이사금이고, 어머니는 조분 이사금의 누이 아루부인이다.

## 가계
- 부왕 : 내해 이사금
- 모후  아루부인 - 조분 이사금의 누이
  - 부인 : 운소부인박씨(아달라 이사금과 내례부인의딸)
    - 딸 : 운소부인
      - 외손자 : 유례 이사금

## 기타
묘소는 경주시 금서문 밖 자좌에 안장되었다고 한다.

## 같이 보기
- 아달라 이사금
- 지마 이사금
- 벌휴 이사금
- 내해 이사금